# Somogyi Imre (lelkész)
Somogyi Imre (Simontornya, 1894. október 13. – Budapest, 1951. szeptember 14.) magyar baptista lelkész, író, költő. Költői neve: Emericus.

## Életútja
Sárospatakon is tanult, eleinte szerzetesnek készült, de kilépett a rendből. Elvégezte a jogot, majd állami hivatalnokként dolgozott. 1922-ben a baptista hitre tért. Előbb Gyulán volt lelkész, majd a Budapest Nap utcai baptista gyülekezet lelkipásztora lett, 1927. október 9-én iktatták be. Székfoglaló igehirdetésének címe: 'Krisztust, aki megfeszíttetett". A beszéd megjelent a Békehirnök 1927. október 9-i számában.  1940 után egyházának elnöke volt.

## Művei
- Hulló csillagok (versek, 1909)
- A bibliai keresztség (Budapest, 1923)
- Jog és kenyér (Budapest, 1925)
- Hárfahangok (vallásos költemények, 1926)
- Szövétnek (elmélkedések, Budapest, 1929)
- Oltártűz (versek, Budapest, 1929)
- Krisztus tanítása (Budapest, 1930)
- Erkölcstan (tankönyv, Budapest, 1930)
- Krisztus királysága. A gyülekezet harmonikus életének és fejlődésének alapfeltételei. Korunk szelleme és mozgalmai. A szektakérdés. (Budapest, 1933)
- Az Úr napja (Budapest, 1935)
- A vallásszabadság és a baptisták, rövid történelmi és közjogi megvilágításban; Magvető, Budapest, 1937
- Sion imakör. A Biblia. A vallásszabadság és a baptisták. (Budapest, 1938)
- A belmisszió. Tudom, kinek hittem. Keresztyénség és rehabilitáció (1939)
- A baptisták (Budapest, 1940)
- Örökmécs (versek, 1940)
- A baptisták (1941)
- Kossuth Amerikában (1941)
- Égő csipkebokor. Prédikációk; Magvető, Budapest, 1943
- Táborhegyi órák. Elmélkedések, bizonyságtételek; szerzői, Budapest, 1943
- Állam és egyház (1947)
- A vallásszabadság Magyarország történetében (1947)
- Emléklapok az 1848-iki szabadságharc századik évf.-nak és az 1873-ban kezdődött baptista misszió-mozgalom hetvenötödik évf.-nak emlékére (I-II., 1948)
- Kié a hatalom a gyülekezetben? A gyülekezet harmonikus életének és fejlődésének alapfeltételei; sajtó alá rend. Győri Kornél; Békehírnök, Budapest, 1989 (Baptista kiskönyvtár)